# Vegard Forren
Vegard Forren (Kyrksæterøra, Noruega, 16 de febrero de 1988) es un futbolista noruego que juega como defensor para el SK Træff de la Tercera División de Noruega.

## Trayectoria
Forren comenzó su carrera juvenil en el KIL/Hemne de su pueblo natal de Kyrksæterøra en la cuarta división del fútbol noruego. Fue descubierto por el Molde cuando estos jugaron contra el KIL/Hemne por la Copa de Noruega en 2007, partido que el Molde perdería sorpresivamente y donde Forren fue uno de los jóvenes que más impresionaron al club de la Tippeligaen. Ese mismo año Forren se unió a las divisiones inferiores del Molde. Realizó su debut con el primer equipo el 30 de marzo del año siguiente en el empate 0-0 con el Stabaek IF A partir de entonces se ha convertido en un titular habitual en la formación de Ole Gunnar Solksjaer.

## Selección nacional
Forren fue llamado por primera vez a la selección mayor de Noruega a principios de 2012, realizando su debut en el amistoso que ganaría 1-0 sobre Tailandia.

## Clubes
| Club                         | País        | Año       |
| ---------------------------- | ----------- | --------- |
| Molde FK                     | Noruega     | 2007-2013 |
| Southampton F. C.            | Inglaterra  | 2013      |
| Molde FK                     | Noruega     | 2013-2016 |
| Brighton & Hove Albion F. C. | Inglaterra  | 2017      |
| Molde FK                     | Noruega     | 2017-2020 |
| SK Brann                     | Noruega     | 2020-2021 |
| Eide og Omegn FK             | Noruega     | 2021      |
| SK Træff                     | Noruega     | 2022      |
| KÍ Klaksvik                  | Islas Feroe | 2023      |
| SK Træff                     | Noruega     | 2024-     |

## Palmarés

### Títulos nacionales
| Título                              | Club        | País        | Año  |
| ----------------------------------- | ----------- | ----------- | ---- |
| Tippeligaen                         | Molde FK    | Noruega     | 2011 |
| Tippeligaen                         | Molde FK    | Noruega     | 2012 |
| Copa de Noruega                     | Molde FK    | Noruega     | 2013 |
| Tippeligaen                         | Molde FK    | Noruega     | 2014 |
| Copa de Noruega                     | Molde FK    | Noruega     | 2014 |
| Eliteserien                         | Molde FK    | Noruega     | 2019 |
| Supercopa de las Islas Feroe        | KÍ Klaksvik | Islas Feroe | 2023 |
| Primera División de las Islas Feroe | KÍ Klaksvik | Islas Feroe | 2023 |